# Tarana Burke
Tarana Burke, född 12 september 1973 i New York, är en amerikansk aktivist som startade Metoo-rörelsen.
År 2006 började Burke att använda "metoo" ("jag också" på svenska) som ett sätt att hjälpa andra kvinnor som utsatts för sexuella övergrepp och hjälpa dem att stå upp för sig själva. År 2017 började #metoo åter användas som en hashtag som en konsekvens av att Alyssa Milano använde det uttrycket när hon rapporterade om de övergrepp Harvey Weinstein utsatt henne för, något som blev starten på Metoo-rörelsen. Uttrycket och hashtagen metoo kom snabbt att bli viralt och fick ett brett genomslag.
År 2017 utnämnde tidskriften Time Burke till en av årets 100 mest inflytelserika personer.